# Валовская
Валовская — река на острове Сахалин, на полуострове Шмидта. Длина реки 27 км. Площадь бассейна 145 км².
Начинается на восточном склоне горы Верхняя Валовская. Течёт в общем северо-западном направлении через елово-берёзовый и лиственничный лес. В нижнем течении имеет ширину 10 метров и глубину 0,5 метра; скорость течения воды — 0,3 м/с. Впадает в залив Куэгда Охотского моря. Протекает по территории Охинского городского округа Сахалинской области.

## Притоки
Ахзи, Чахтални, Ахтолни (левые), Нонкванери, Бровоэри, Хоркорт, Урмус, Воркот, Вилюйка, Узорная, Верхневаловская (правые).

## Данные водного реестра
По данным государственного водного реестра России относится к Амурскому бассейновому округу. Код водного объекта — 20050000212118300010325.